# Bolbaffroides scotti
Bolbaffroides scotti är en skalbaggsart som beskrevs av Renaud Maurice Adrien Paulian 1948. Bolbaffroides scotti ingår i släktet Bolbaffroides och familjen Bolboceratidae. Inga underarter finns listade.